# جاشوآ جان میلر
جاشوآ جان میلر (انگلیسی: Joshua John Miller؛ زادهٔ ۲۶ دسامبر ۱۹۷۴) یک هنرپیشه اهل ایالات متحده آمریکا است. وی از سال ۱۹۸۲ میلادی تاکنون مشغول فعالیت بوده‌است.